# 裝甲投擲雷
装甲投掷雷（德語：Panzerwurfmine，也缩写为PWM）是一种由纳粹德国开发并在二战中生产使用的反坦克碰炸手榴弹。它是从41式反坦克手榴弹的基础之上发展而来，外形上同铁拳火箭弹的战斗部相似。主要区别在于PWM的尾部多了用于稳定的飘带，后期型还加装了稳定翼。

## 结构与使用
前部为半球形金属整流罩，弹体为圆锥形，内部为空心装药的TNT炸药。弹体后部为木柄，木柄末端装有引信。引信由击针、雷管等部件组成，平时击针被保险帽固定住。木柄内装有传爆药，引信起爆后引燃传爆药，再由传爆药引发弹体内的炸药。木柄的外部则为用于稳定的定向伞，定向伞由四片三角形的帆布，这些帆布安装在连接着弹簧的骨架上，行军状态下依靠保险帽收缩在一起。
使用时，卸下保险帽。于是定向伞像雨伞那样弹开，同时击针保险也被解脱。朝向目标投掷后，定向伞负责保持手榴弹的方向稳定，弹头接触目标后击针在惯性作用下撞击点火帽，最终引燃传爆药引爆战斗部。

## 型号
PWM主要由前期和后期两种型号构成，前期型也称Panzerwurfmine Kz （Kz代表kurz，短），重量略轻为1千克。直径114毫米，战斗部重量为500克，可以击穿150毫米厚的垂直均质钢板。后期型也称PWM (L)（L表示long，长），重量为1.36千克，长度为533毫米。前期型的产量很小，而后期型的生产开始于1943年5月，虽然实际效果并不理想，PWM (L)的产量还是达到了20.3万。